# 池田洋人
池田洋人（いけだ　ひろと、1974年10月6日 - ）は、日本の気象予報士、実業家、ALiNKインターネット株式会社代表取締役社長。埼玉県出身。東京国際大学商学部卒。
ヤフー時代には、Yahoo!天気の総合プロデューサーとして全面的なリニューアルに携わり、今では当たり前の、地図上に天気情報を表示する仕組みや雨雲レーダーなどを導入、現在の気象予報サイトの礎を築いた。その後独立、運営している「tenki.jp」は年間約48億ＰＶを誇る人気気象サイトに成長している。2019年、東証マザーズに株式上場を果たした。

## 経歴
- 1997年:ハレックス株式会社 入社
- 2002年:ウェザーライン株式会社　入社
- 2003年:ヤフー株式会社Yahoo!天気情報プロデューサー
- 2005年:ありんく取締役COO
- 2013年:ALiNKインターネット創業 代表取締役社長

## 著書
- 「ずっと受けたかった　お天気の授業」東京堂出版
- 「たのしく学ぼうお天気の学校　１２ヶ月」東京堂出版